# بان شجري
بان شجري (الاسم العلمي: Moringa arborea) هو نوع نباتي يتبع جنس البان من الفصيلة البانية.  